# Лекуїо-Танаро
Лекуїо-Танаро (італ. Lequio Tanaro, п'єм. Lequi) — муніципалітет в Італії, у регіоні П'ємонт,  провінція Кунео.
Лекуїо-Танаро розташоване на відстані близько 480 км на північний захід від Рима, 60 км на південь від Турина, 34 км на північний схід від Кунео.
Населення — 779 осіб (2014).
Щорічний фестиваль відбувається 29 вересня. Покровитель — святий Архангел Михаїл.

## Демографія
Населення за роками:

Станом на 1 січня 2023 року в муніципалітеті офіційно проживали 103 іноземці з 16 країн, серед них 51 громадянин країн Євросоюзу та 1 громадянин України.

## Сусідні муніципалітети
- Бене-Ваджіенна
- Дольяні
- Фарильяно
- Монк'єро
- Нарцоле
- Новелло
- Пьоццо